# Villanueva de Gómez
Villanueva de Gómez ist ein zentralspanischer Ort und eine Gemeinde (Municipio) mit 115 Einwohnern (Stand: 2024) in der Provinz Ávila in der Autonomen Region Kastilien-León. 

## Lage und Klima
Villanueva de Gómez liegt auf der Südseite der Sierra de Gredos in der Provinz Ávila in einer Höhe von ca. 890 m. 
Die Entfernung nach Ávila beträgt knapp 29 km (Fahrtstrecke) in südlicher Richtung. Das Klima ist gemäßigt bis warm; der Regen (ca. 447 mm/Jahr) fällt mit Ausnahme der trockenen Sommermonate übers Jahr verteilt.

## Bevölkerungsentwicklung
| Jahr      | 1970 | 1981 | 1991 | 2001 | 2011 | 2021 |
| Einwohner | 474  | 275  | 184  | 156  | 145  | 116  |

## Sehenswürdigkeiten

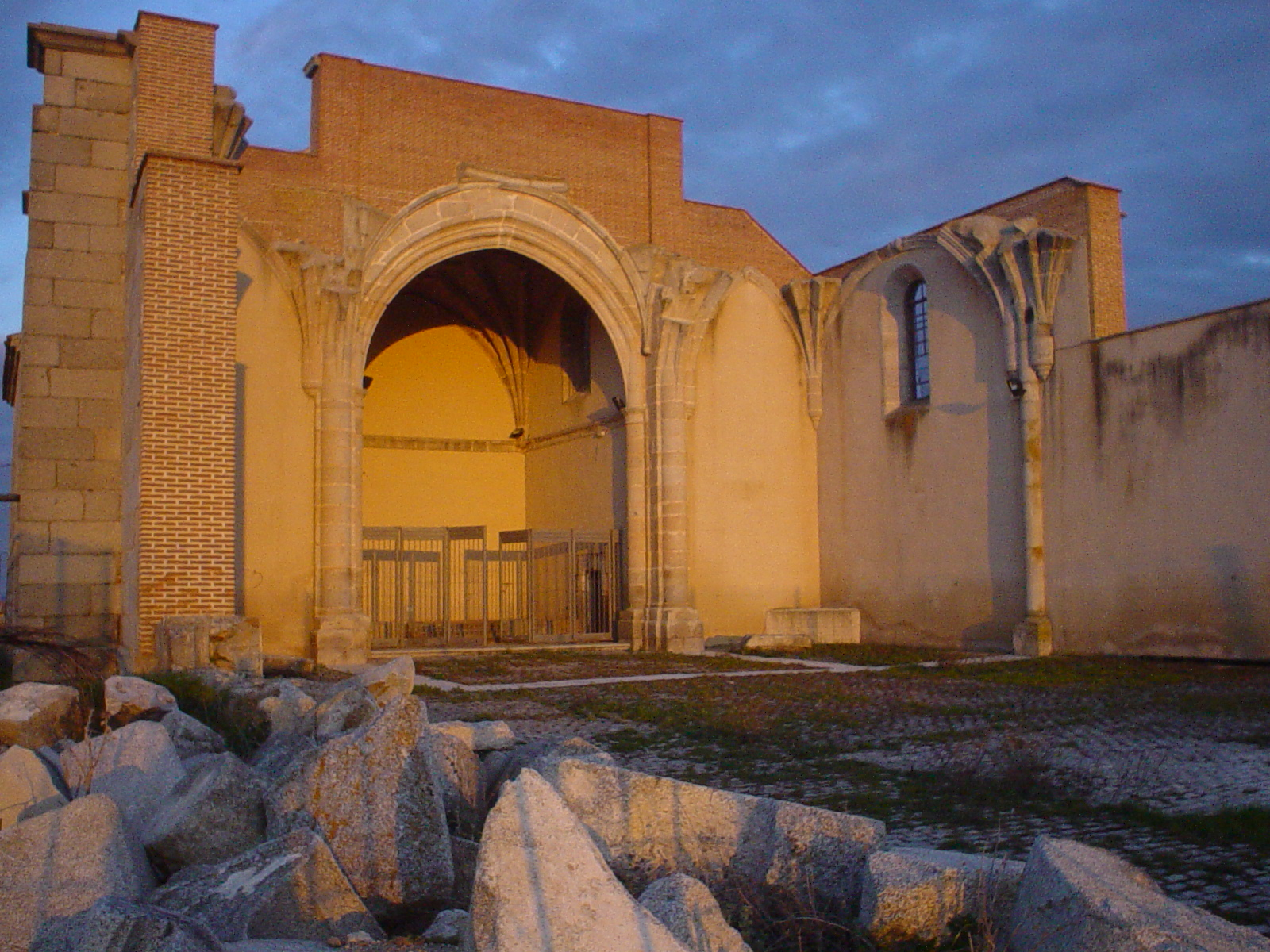
Ruine der Marienkirche

- Ruine der Marienkirche